# Achillobator
Achillobator é um gênero representado por uma única espécie de dinossauro que viveu no final do período Cretáceo, há aproximadamente 75 milhões de anos, no Campaniano, onde atualmente está a Mongólia. O achillobator media entre 4,6 e 6,6 metros de comprimento, e 2 metros de altura, parecido com o Utahraptor. O crânio do achillobator era similiar ao do Deinonychus.
Foi descoberto em 1999 por cientistas, que ainda estão estudando os fósseis do animal. Isso fez para os cientistas repensar as ideias deles sobre a família de raptors na Ásia.